# Турковский сельсовет
Турко́вский сельсовет (белор. Туркоўскі сельсавет) — административная единица на территории Миорского района Витебской области Белоруссии. Административная единица — агрогородок Турково.

## История
Образован в 1954 г.

## Состав
Турковский сельсовет включает 35 населённых пунктов:
- Беденка — хутор.
- Березово — деревня.
- Верещаки — хутор.
- Видоки — хутор.
- Вянужа — деревня.
- Галиново — деревня.
- Горовцы — деревня.
- Горовые — деревня.
- Дворище — деревня.
- Демешки — деревня.
- Дригучи — деревня.
- Заболотье — деревня.
- Иваньки — деревня.
- Козюково — хутор.
- Кравченки — хутор.
- Красновцы — деревня.
- Липанты — деревня.
- Малышево — деревня.
- Мастище — деревня.
- Олещенцы — деревня.
- Пекотино — деревня.
- Переслово — деревня.
- Поженьки Большие — деревня.
- Пруды — деревня.
- Рагульцы — деревня.
- Рекуны — деревня.
- Столярово — деревня.
- Супорница — деревня.
- Тимошково — деревня.
- Турково — агрогородок.
- Фролово — деревня.
- Хомичи — деревня.
- Хороково — деревня.
- Хотьково — деревня.
- Церковляне — деревня.

Упразднённые населённые пункты на территории сельсовета:
- Барашки— деревня.
- Борилово — хутор.
- Бушево— деревня.
- Бычинщина— деревня.
- Горки 1— деревня.
- Горки 2— деревня.
- Дорожковичи— деревня.
- Заборцы — деревня.
- Колесники— деревня.
- Косабуки— деревня.
- Повянужка — хутор.
- Понизово — хутор[2].
- Розаны — хутор.
- Рыжмонты— деревня.
- Свирщане — деревня.
- Таранды — хутор.
- Ульщино — хутор.
- Федорцы— деревня.
- Шараги— деревня.
- Юрковщина — хутор.
- Яново — хутор.